# Strzępka oleista
Strzępka oleista (łac. oleiferous hyphae) – występujący u grzybów rodzaj strzępki zawierający wewnątrz oleistą substancję. Strzępki te można łatwo rozpoznać po silnie refrakcyjnej, mniej lub bardziej żółtawej i bardzo jednorodnej zawartości, wyraźnie różniącej się od zawartości innych strzępek. Strzępki oleiste występują u licznych gatunków gołąbkowców (Russulales) i u piestrówek (Rhizopogon). Gołąbkowce mają również strzępki mleczne wydzielające mleczko. Strzępki oleiste można od nich odróżnić po tym, że w błękicie krezylowym są zawsze silnie ortochromatyczne, podczas gdy strzępki mleczne często mają mniej lub bardziej metachromatyczną ścianę i mniej intensywną zawartość ortochromatyczną. Pod działaniem sulfowaniliny strzępki mleczne stają się co najwyżej różowawo-czerwone, podczas gdy strzępki mleczne mogą stać się czarne, chociaż wynik tej reakcji bardzo różni się u różnych gatunków. Strzępki oleiste różnią się też budową; mają znacznie bardziej nieregularny zarys, z wyraźnymi, sporadycznie występującymi przegrodami.
Nazwa „strzępki oleiste” po raz pierwszy pojawiła się we francuskiej literaturze mykologicznej i pochodzi od ich „oleistego” wyglądu. Szwajcarski biolog Heinz Clémençon w 2004 r. zwrócił jednak uwagę, że jest to jedynie podobieństwo i że w komórkach tych nie występują lipidy. Dlatego też odrzuca termin „strzępki oleiste” i zastępuje go terminem „thromboplera”.